# Ian Barrufet Torrebejano
Ian Barrufet Torrebejano (geboren am 19. Mai 2004 in Teià) ist ein spanischer Handballspieler, der auf der Spielposition Linksaußen eingesetzt wird.

## Vereinskarriere
Mit der ersten Mannschaft des FC Barcelona debütierte er am 18. März 2023 in einem Spiel der Copa Asobal; in der Spielzeit 2022/2023 bestritt er sein Debüt in der Liga Asobal, Spaniens erster Liga.
Der FC Barcelona verlieh Barrufet, dessen Vertrag mit dem spanischen Meister bis ins Jahr 2027 verlängert wurde, ab der Saison 2024/2025 nach Deutschland an die MT Melsungen. Mit der MT erreichte er das Final Four in der EHF European League der Männer 2024/25, in dem die Mannschaft den vierten Platz belegte. Den Wettbewerb schloss der Außenspieler als Torschützenkönig mit 90 Treffern in 18 Spielen ab.
Zur Saison 2025/2026 kehrt Barrufet nach Spanien zum FC Barcelona zurück.
| Spielzeit | Liga    | Team         | Spiele | Tore | Anmerkungen |
| --------- | ------- | ------------ | ------ | ---- | ----------- |
| 2022/2023 | 1. Liga | FC Barcelona | 07     | 014  | 1. Platz    |
| 2023/2024 | 1. Liga | FC Barcelona | 13     | 035  | 1. Platz    |
| 2024/2025 | 1. Liga | MT Melsungen | 34     | 135  | 3. Platz    |
| 2025/2026 | 1. Liga | FC Barcelona |        |      |             |

Mit dem Team aus Barcelona nahm er an Spielen der EHF Champions League in der Saison 2023/24 teil, mit der MT Melsungen an Spielen der EHF European League in der Spielzeit 2024/2025.
| Spielzeit | Wettbewerb           | Team         | Spiele | Tore | Anmerkungen |
| --------- | -------------------- | ------------ | ------ | ---- | ----------- |
| 2023/2024 | EHF Champions League | FC Barcelona | 02     | 02   | 1. Platz    |
| 2024/2025 | EHF European League  | MT Melsungen | 18     | 90   | 4. Platz    |

## Auswahlmannschaften
Ian Barrufet wurde mehrfach in den spanischen Nachwuchsmannschaften der RFEBM eingesetzt. Er debütierte mit der promesas-Auswahl im Jahr 2021.
Von 2021 bis 2023 wurde er in 38 Spielen der Jugendnationalmannschaft eingesetzt und erzielte darin insgesamt 94 Tore. Er holte mit dem Team die Goldmedaille für den 1. Platz bei den Mittelmeerspielen 2022, der U-18-Europameisterschaft 2022 und der U-19-Weltmeisterschaft 2023.
Mit den spanischen Junioren, für die er im Januar 2024 erstmals auflief, wurde er U-20-Europameister 2024. Er nahm auch an der U-21-Weltmeisterschaft 2025 (9. Platz) teil.
Für die spanische Männer-Nationalmannschaft wurde Barrufet erstmals am 8. Januar 2025 (beim Torneo Internacional de España) eingesetzt. Er gehörte zum spanischen Aufgebot zur Weltmeisterschaft 2025 (18. Platz).

## Erfolge und Ehrungen
- Spanische Meisterschaft 2023, 2024
- EHF Champions League 2024
- Europameister der Jugend 2022
- Weltmeister der Jugend 2023
- Junioren-Europameister 2024
- Mittelmeerspielesieger 2022
- Bester junger Spieler 2024/2025 (EHF)

## Privates
Sein Vater ist David Barrufet, der ebenfalls als Handballspieler aktiv war.